# Salambô
|  | No s'ha de confondre amb Salammbô, novel·la de Gustave Flaubert. |

Salambô (àrab: صلامبو, Ṣalāmbū; francès: Salammbô) és una antiga vila de Tunísia. Actualment forma part del terme municipal de Carthage, tractant-se del seu límit sud i fronterer amb la localitat veïna de Le Kram. Formava el barri púnic de Cartago en època romana. Al nord hi ha les termes d'Antoní, i a la mateixa Salambô s'ha trobat el cementiri o Tofet de Salambô, lloc d'enterrament dels infants sacrificats, i el kothon o port púnic.
L'escriptor Gustave Flaubert va donar el seu nom al personatge fictici de Salambó, la filla petita d'Hamílcar Barca, protagonista del llibre homònim. La localitat també ha inspirat un videojoc, Salammbo: Battle for Carthage (en).